# NGC 5603
NGC 5603 é uma galáxia lenticular (S0) localizada na direcção da constelação de Boötes. Possui uma declinação de +40° 22' 40" e uma ascensão recta de 14 horas, 23 minutos e 01,6 segundos.
A galáxia NGC 5603 foi descoberta em 29 de Abril de 1788 por William Herschel.